# Arca de Noé

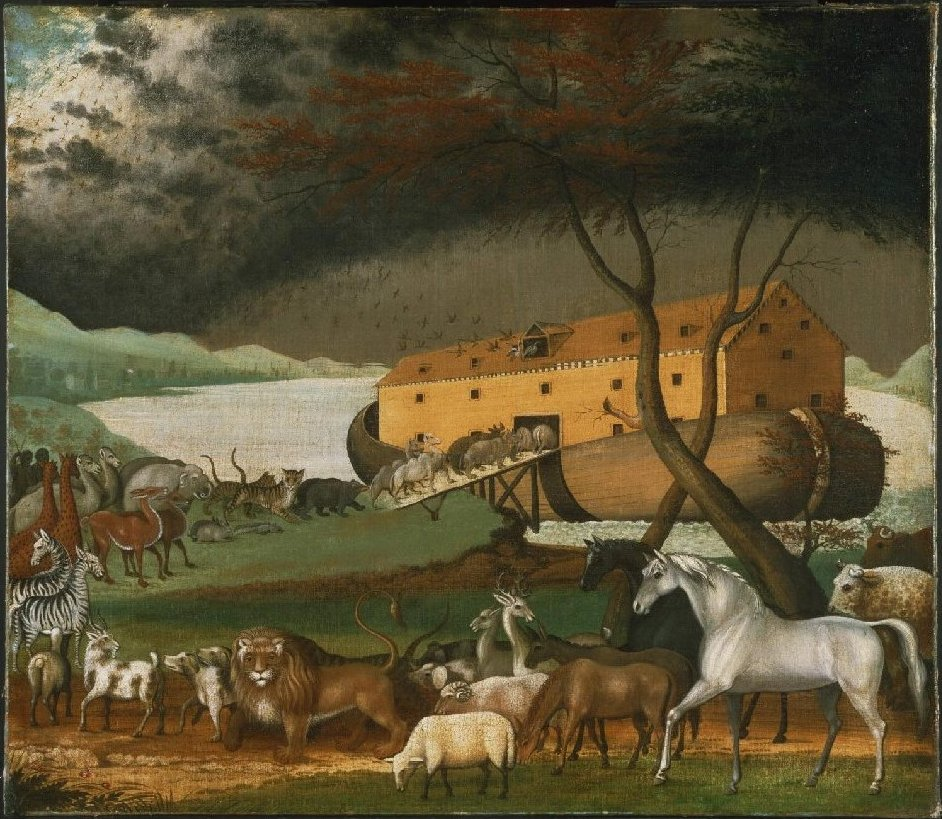
Arca de Noé. Óleo sobre tela, Edward Hicks, 1846

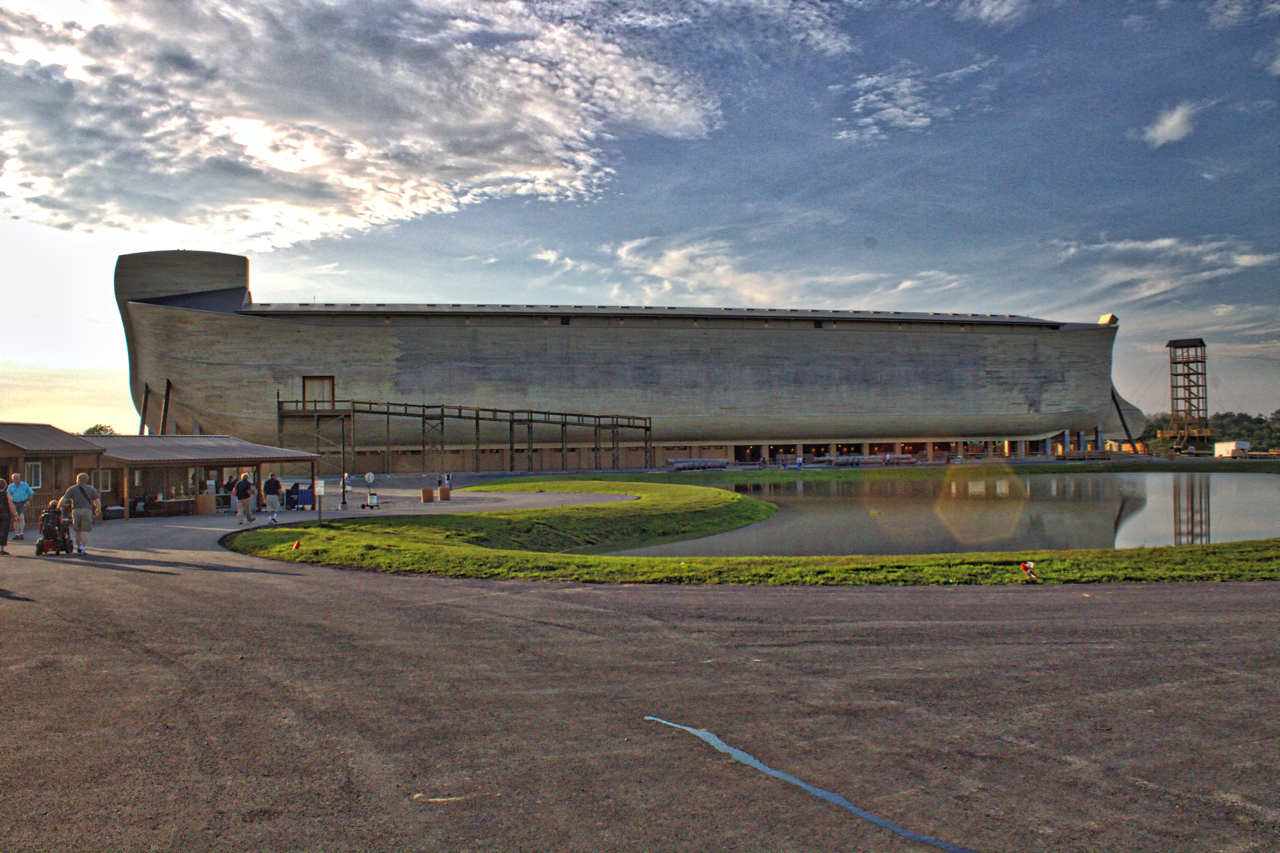
Reprodução em tamanho real da Arca de Noé, construída de acordo com as dimensões dadas na Bíblia, por fundamentalistas cristãos. Ark Encounter, Kentucky, Estados Unidos, julho de 2016

A Arca de Noé (em hebraico:  תיבת נח; Hebraico bíblico: Tevat Noaḥ) é o navio na narrativa do dilúvio de Gênesis (Gênesis 6: a Gênesis 9:) pelo qual Deus poupou Noé, sua família e todos os animais do dilúvio. Segundo o Gênesis, Deus deu a Noé instruções para construir a arca. Sete dias antes do dilúvio, Deus disse para Noé entrar na arca com sua família e os animais. A história passa a descrever a arca navegando durante o dilúvio e o posterior recuo das águas, até seu encalhe no Monte Ararate.
A história se repete, com variações, no Alcorão, onde a arca aparece como "Safina Nuh" (em árabe: سفينة نوح "Barco de Noé"). O dilúvio da narrativa de Gênesis é semelhante a inúmeros outros mitos de inundação de diversas culturas. O escrito mais antigo conhecido é o mito de inundação sumério encontrado no Épico de Ziusudra.
As buscas pela Arca de Noé têm sido feitas desde pelo menos a época de Eusébio (c. 275-339 d.C.) até o dias atuais. Não há nenhuma evidência científica para um dilúvio global, e apesar das muitas expedições, não há evidência de que a arca tenha sido encontrada. Considerando os desafios práticos envolvidos na construção de uma arca grande o suficiente para abrigar todos os animais atuais, e também as plantas, teria sido impossível tal construção.

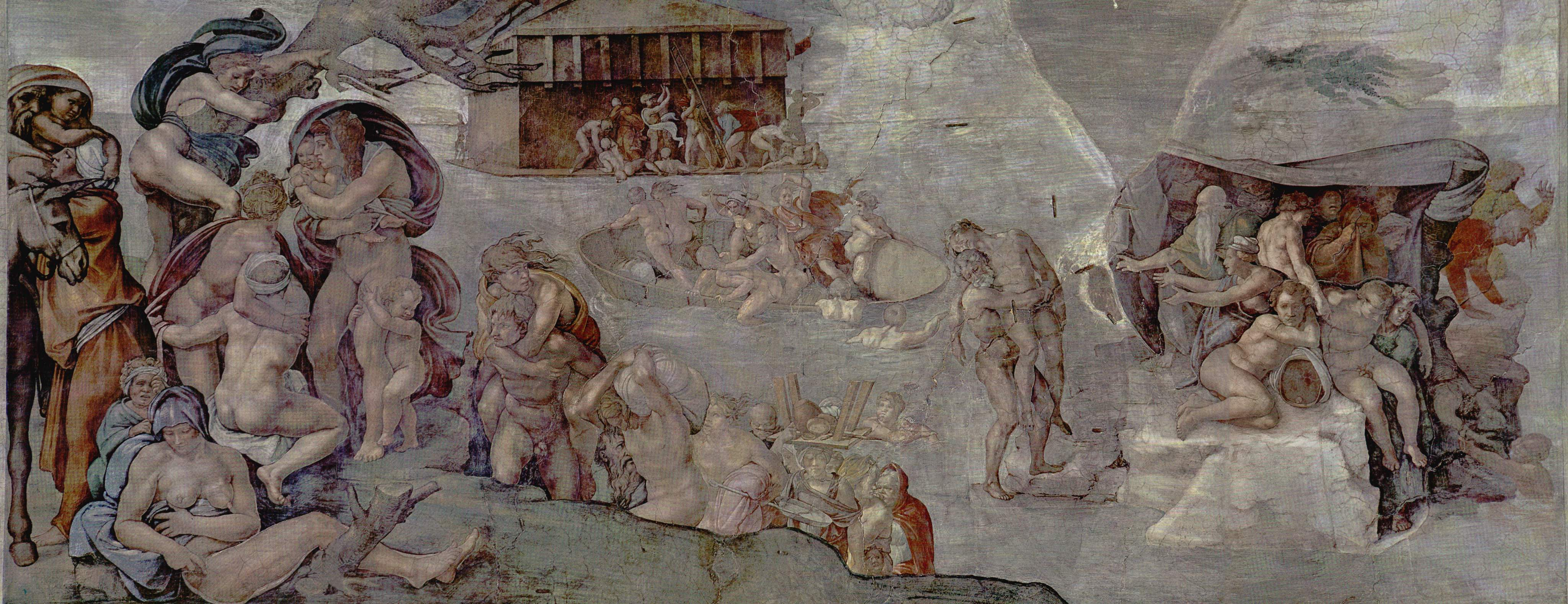
O Dilúvio. Afresco por Michelangelo Buonarroti, na Capela Sistina, 1508-12

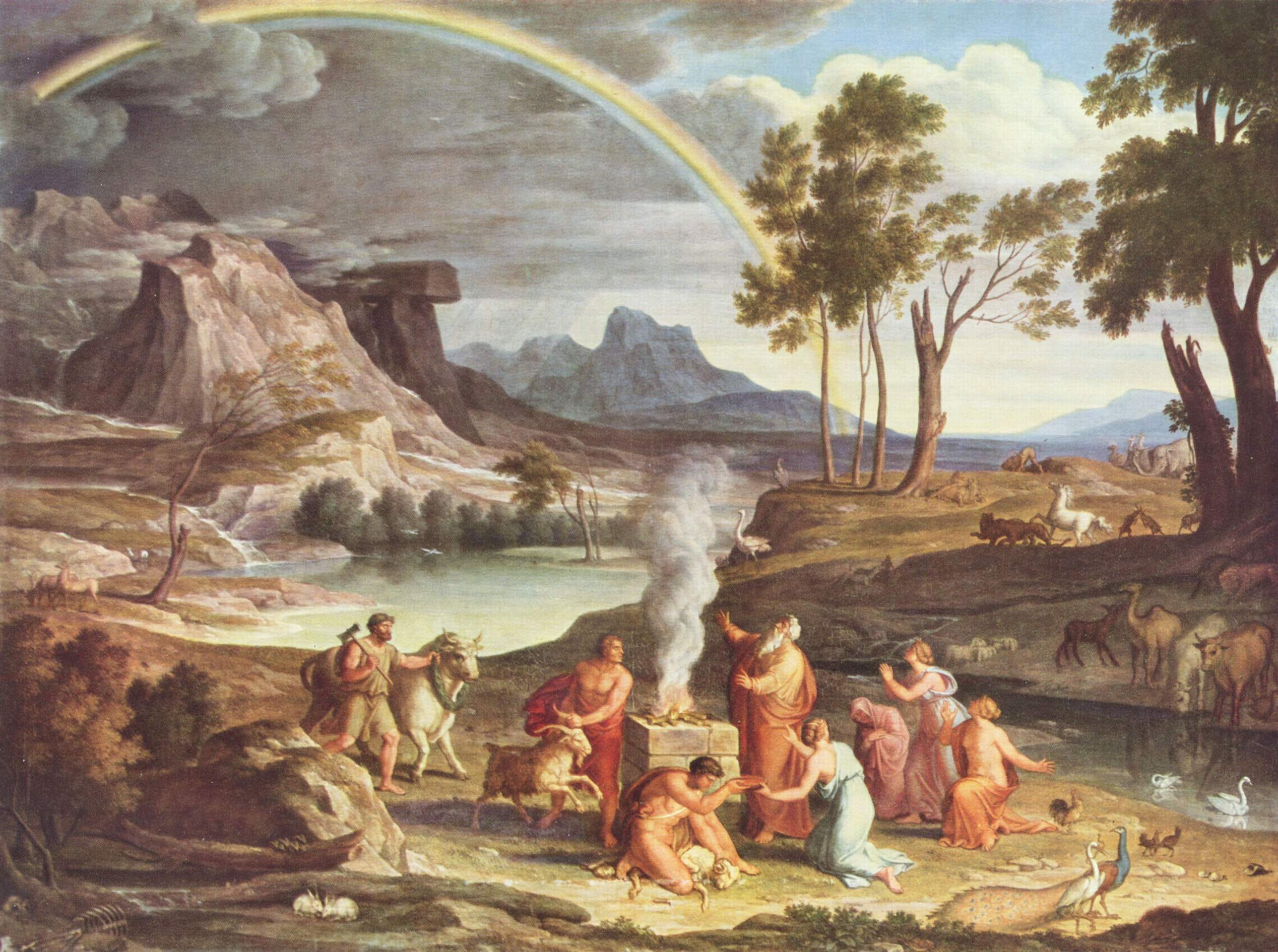
Paisagem com a Ação de Graças de Noé. Óleo sobre tela, Joseph Anton Koch, cerca de 1803

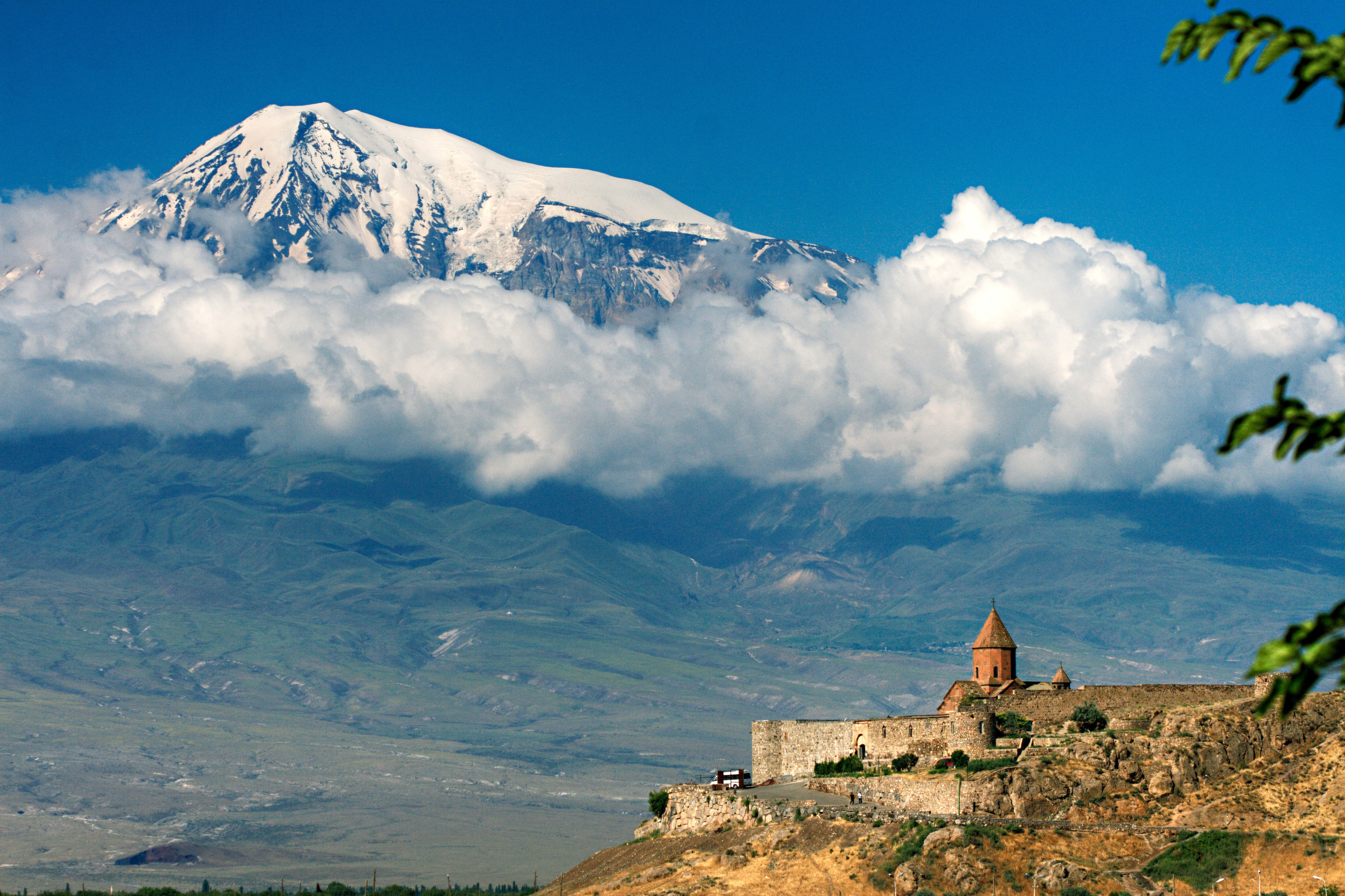
Mosteiro de Cor Virape, Armênia, à sombra do Monte Ararate, onde a Arca de Noé supostamente encalhou após o Dilúvio

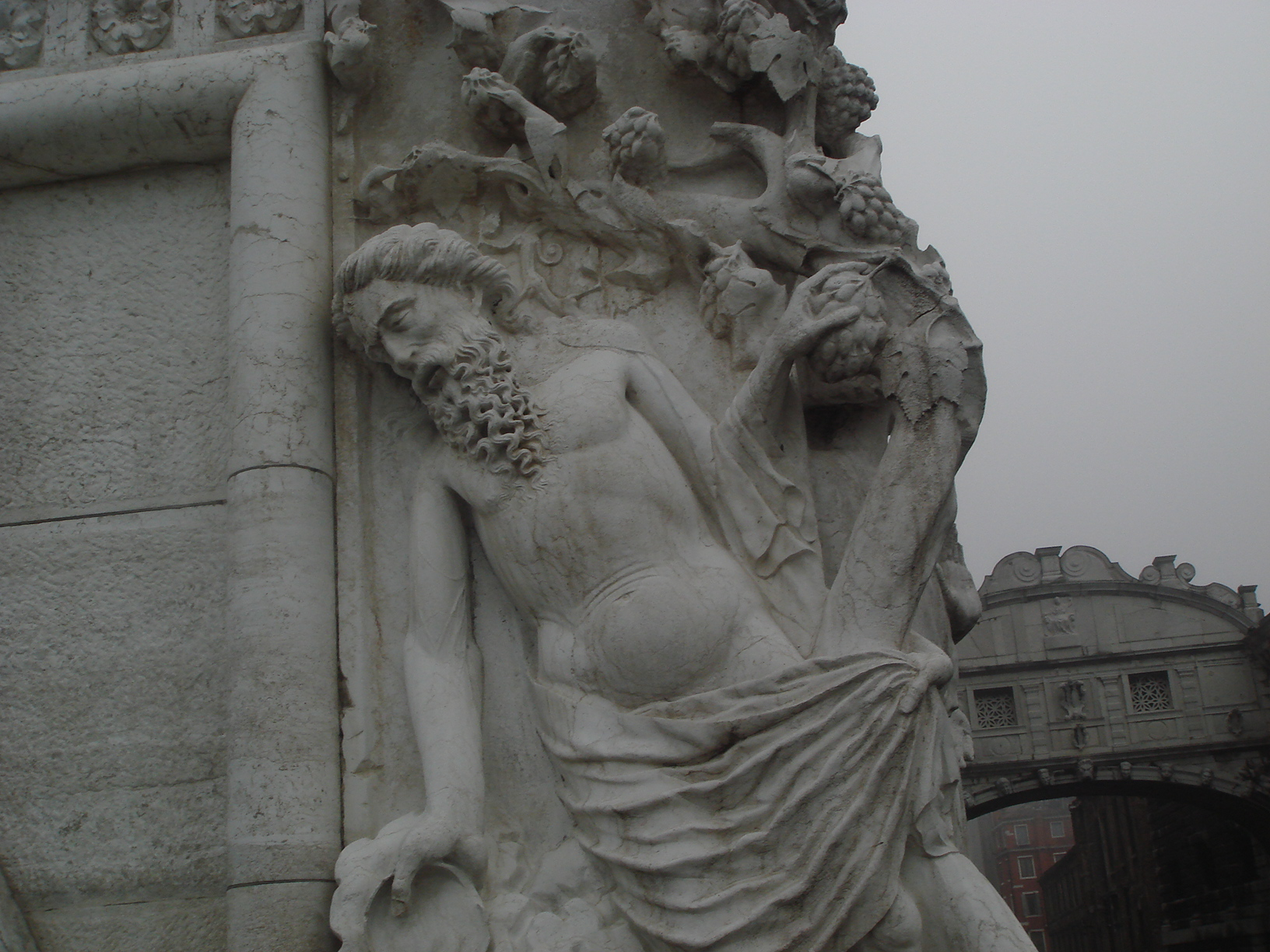
Estátua em homenagem a Noé, em Veneza

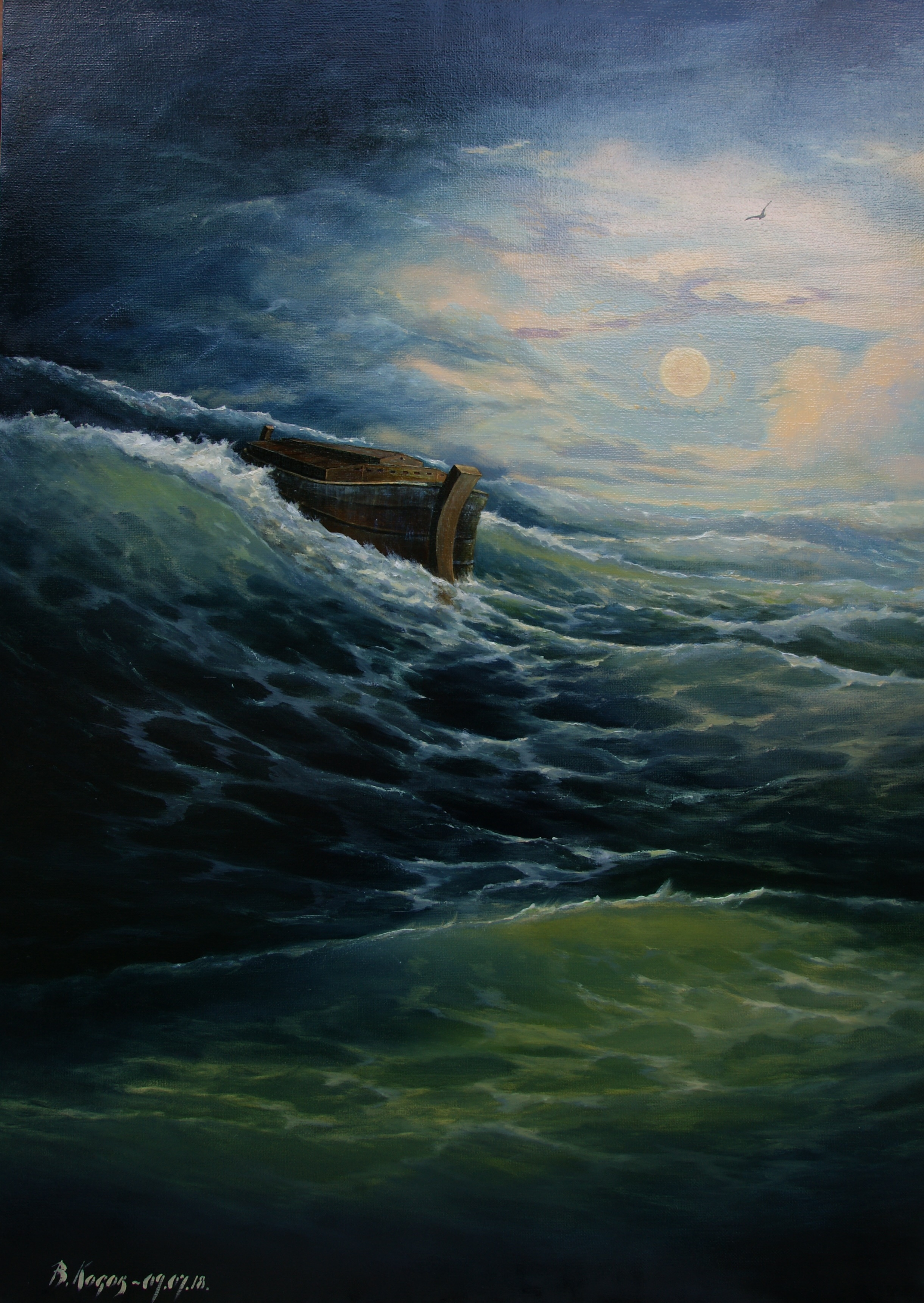
Imagem da Arca de Noé durante o dilúvio.

## Leituras complementares

### Sobre o Gênesis
- Rogerson, John William (1991). Genesis 1–11. [S.l.]: T&T Clark. ISBN 9780567083388
- Sacks, Robert D. (1990). A Commentary on the Book of Genesis. [S.l.]: Edwin Mellen
- Towner, Wayne Sibley (2001). Genesis. [S.l.]: Westminster John Knox Press. ISBN 9780664252564
- Von Rad, Gerhard (1972). Genesis: A Commentary. [S.l.]: Westminster John Knox Press. ISBN 9780664227456
- Wenham, Gordon (2003). «Genesis». In:  James D. G. Dunn; John William Rogerson. Eerdmans Bible Commentary. [S.l.]: Eerdmans. ISBN 9780802837110
- Whybray, R. N. (2001). «Genesis». In:  John Barton. Oxford Bible Commentary. [S.l.]: Oxford University Press. ISBN 9780198755005

### Geral
- Aune, David E. (2003). «Cosmology». Westminster Dictionary of the New Testament and Early Christian Literature. [S.l.]: Westminster John Knox Press. ISBN 9780664219178
- Batto, Bernard Frank (1992). Slaying the Dragon: Mythmaking in the Biblical Tradition. [S.l.]: Westminster John Knox Press. ISBN 9780664253530
- Browne, Janet (1983). The Secular Ark: Studies in the History of Biogeography. New Haven & London: Yale University Press. p. 276. ISBN 0-300-02460-6
- Brueggemann, Walter (2002). Reverberations of faith: a theological handbook of Old Testament themes. [S.l.]: Westminster John Knox. ISBN 9780664222314
- Campbell, Antony F.; O'Brien, Mark A. (1993). Sources of the Pentateuch: texts, introductions, annotations. [S.l.]: Fortress Press. ISBN 9781451413670
- Campbell, A. F.; O'Brien, M. A. (1993). Sources of the Pentateuch: Texts, Introductions, Annotations. [S.l.]: Fortress Press. ISBN 9781451413670
- Carr, David M. (1996). Reading the fractures of Genesis. [S.l.]: Westminster John Knox Press. ISBN 9780664220716
- Clines, David A. (1997). The theme of the Pentateuch. [S.l.]: Sheffield Academic Press. ISBN 9780567431967
- Davies, G. I. (1998). «Introduction to the Pentateuch». In:  John Barton. Oxford Bible Commentary. [S.l.]: Oxford University Press. ISBN 9780198755005
- Kugler, Robert; Hartin, Patrick (2009). The Old Testament between theology and history: a critical survey. [S.l.]: Eerdmans. ISBN 9780802846365
- Levin, Christoph L. (2005). The Old testament: a brief introduction. [S.l.]: Princeton University Press. ISBN 0691113947
- Levin, C. (2005). The Old Testament: A Brief Introduction. [S.l.]: Princeton University Press. ISBN 9780691113944
- Longman, Tremper (2005). How to read Genesis. [S.l.]: InterVarsity Press. ISBN 9780830875603
- McEntire, Mark (2008). Struggling with God: An Introduction to the Pentateuch. [S.l.]: Mercer University Press. ISBN 9780881461015
- Ska, Jean-Louis (2006). Introduction to reading the Pentateuch. [S.l.]: Eisenbrauns. ISBN 9781575061221
- Van Seters, John (1992). Prologue to History: The Yahwist As Historian in Genesis. [S.l.]: Westminster John Knox Press
- Van Seters, John (1998). «The Pentateuch». In:  Steven L. McKenzie; Matt Patrick Graham. The Hebrew Bible today: an introduction to critical issues. [S.l.]: Westminster John Knox Press. ISBN 9780664256524
- Van Seters, John (2004). The Pentateuch: a social-science commentary. [S.l.]: Continuum International Publishing Group. ISBN 9780567080882
- Walsh, Jerome T. (2001). Style and structure in Biblical Hebrew narrative. [S.l.]: Liturgical Press. ISBN 9780814658970
- Bailey, Lloyd R. (1989). Noah, the Person and the Story. South Carolina: University of South Carolina Press. ISBN 0-87249-637-6
- Campbell, Antony F.; O'Brien, Mark A. (1993). Sources of the Pentateuch: texts, introductions, annotations. [S.l.]: Fortress Press. ISBN 9781451413670
- Campbell, A. F.; O'Brien, M. A. (1993). Sources of the Pentateuch: Texts, Introductions, Annotations. [S.l.]: Fortress Press. ISBN 9781451413670
- Best, Robert M. (1999). Noah's Ark and the Ziusudra Epic. Fort Myers, Florida: Enlil Press. ISBN 0-9667840-1-4
- Compilation (1983).  Hornby, Helen, ed. Lights of Guidance: A Bahá'í Reference File. [S.l.]: Bahá'í Publishing Trust, New Delhi, India. ISBN 81-85091-46-3
- Dalrymple, G. Brent (1991). The Age of the Earth. [S.l.]: Stanford University Press. ISBN 0-8047-2331-1
- Emerton, J. A. (1988).  Joosten, J., ed. «An Examination of Some Attempts to Defend the Unity of the Flood Narrative in Genesis: Part II». International Organization for the Study of the Old Testament. Vetus Testamentum. XXXVIII (1)
- Nicholson, Ernest W. (2003). The Pentateuch in the twentieth century: the legacy of Julius Wellhausen. [S.l.]: Oxford University Press. ISBN 9780199257836
- Plimer, Ian (1994). Telling Lies for God: Reason vs Creationism. [S.l.]: Random House Australia. p. 303. ISBN 0-09-182852-X
- Speiser, E. A. (1964). Genesis. Col: The Anchor Bible. [S.l.]: Doubleday. ISBN 0-385-00854-6

Tigay, Jeffrey H., (1982). The Evolution of the Gilgamesh Epic. [S.l.]: University of Pennsylvania Press, Philadelphia. ISBN 0-8122-7805-4
- Van Seters, John (2004). The Pentateuch: a social-science commentary. [S.l.]: Continuum International Publishing Group. ISBN 9780567080882
- Wenham, Gordon (1994). «The Coherence of the Flood Narrative». In:  Hess, Richard S.; Tsumura, David Toshio. I studied inscriptions from before the flood (Google Books). Col: Sources for Biblical and Theological Study. 4. [S.l.]: Eisenbrauns. p. 480. ISBN 0-931464-88-9
- Young, Davis A. The Biblical Flood: A Case Study of the Church's Response to Extrabiblical Evidencedata=março de 1995. Grand Rapids, MI: Eerdmans Pub Co. p. 340. ISBN 0-8028-0719-4
- Douglas, J. D.; Tenney, Merrill C., eds. (2011). Zondervan Illustrated Bible Dictionary. revised by Moisés Silva Revised ed. Grand Rapids, Mich.: Zondervan. ISBN 0310229839